# Castell d'Oriola
El castell d'Oriola es troba a la forest de San Miguel, pròxim a la localitat del mateix nom, en la comarca del Baix Segura. Va ser construït en set cercles, estant reservat el superior per als alts càrrecs militars. Actualment es poden veure encara grans trams de les seves muralles, així com restes d'algunes torres. També poden distingir-se els distints elements incorporats en successives èpoques. Es troba en estat de ruïna.
El castell d'Oriola deu haver existit ja a l'època del visigot Teodomir, car hi ha referències concretes de la seua existència d'un atac dels normands l'any 859.
Sens dubte es va tractar d'una gran fortalesa, de gran importància al llarg de tota la seva història pel seu valor estratègic. Va ser reformat en nombroses ocasions, especialment després de la Reconquesta. Està documentat que distints monarques van assignar partides per al seu manteniment. Durant la Guerra de Successió, una gran explosió provocada per la caiguda d'un raig sobre el polvorí va destruir la major part del castell, ordenant-se la seva demolició per considerar-se irrecuperable. El terratrèmol de 1829 també va causar greus danys.